# نهر سيفيرسكي دونتس
سيفيرسكي دونتس (بالروسية Северский Донец) نهر جنوب السهول الشرقية للقارة الأوربية ، يمر في روسيا عبر بلغورود أوبلاست وروستوف أوبلاست وفي أوكرانيا عبر خاركوف ودونتسك ولوغانسك. وهو سابع أكبر نهر في أوكرانيا وأهم مصدر للمياه العذبة في شرق البلاد.

## أصل التسمية
منحه هذا الاسم الرحال ألكسندر جفانيني في القرن السادس عشر وذلك لأنه ينبع من سيفرسكي على عكس الأنهار التي تنبع من منطقة دون.

## المسار
في معظم المسار يحتوي النهر على أودية واسعة من 10-8كم في الروافد العليا و 26-20كم في الروافد الدنيا، على جوانب النهر كثير من السهول مع العديد من البحيرات والمستنقعات وأكبر بحيرة هي بحيرة ليمان ، ويتميز المجرى النهري بالملوحة خاصة قبل الالتقاء بنهر أوسكال

## خرائط
- خرائط نصف كيلومتر لنهر سيفيرسكي دونتس
- خطط نهر دونتس مع مرافق دلالة الموقع. - سانت بطرسبرغ 1910 ..

## مقاطع الفيديو
- فيديو عن محمية يارموفسكي الطبيعية.